# Шір хурма
Шір хурма або Шір хорма (перс. شير خرم) — фестивальний пудинг з вермішелі, який готують мусульмани на Еїд уль-Фітр та Курбан-байрам в Афганістані, на Індійському субконтиненті та частини Середньої Азії. Традиційний мусульманський святковий сніданок та десерт для урочистостей. Ця страва готується з різних сухих фруктів, вермішелі, загущеного молока, цукру тощо. Залежно від регіону додають також кардамон, фісташки, мигдаль, гвоздику, шафран, родзинки та трояндову воду.
Вище вказана особлива страва подається вранці на Ід-день в сім'ї після Ід-молитви як сніданок і протягом дня всім гостям, які приїжджають. Дуже популярна на всьому Індійському субконтиненті та в Середній Азії.

## Інгредієнти
Основними інгредієнтами, які використовуються у шір хурмі, є вермішель, молоко, цукор та фініки. Залежно від регіону додають також кардамон, фісташки, мигдаль, гвоздику, шафран, родзинки та трояндову воду.

## Приготування
Вермішель смажать на освітленому вершковому маслі. Потім додається молоко (прозоре) і вермішель продовжує варитися. По мірі згущення суміші додають цукор та фініки (хаджур) разом з будь-якими іншими сухофруктами. У деяких районах місцеві жителі використовують вище співвідношення молока та вермішелі, оскільки віддають перевагу рідшому за консистенціє напою.